# Rohoșci, Cernihiv
Rohoșci (în ucraineană Рогощі) este un sat în comuna Dovjîk din raionul Cernihiv, regiunea Cernihiv, Ucraina.

## Demografie
Componența lingvistică a localității Rohoșci
     Ucraineană (97,67%)
     Rusă (2,33%)
Conform recensământului din 2001, majoritatea populației localității Rohoșci era vorbitoare de ucraineană (97,67%), existând în minoritate și vorbitori de rusă (2,33%).